# 甲基大果咖啡碱
甲基大果咖啡碱（英語：或Dynamine）是一种含氮有机化合物，化学式C9H12N4O3，属于黄嘌呤类生物碱，比大果咖啡碱多一个N-甲基，存在于茶树、可可豆、瓜拿納、巴拉圭冬青等植物中。